# Йозеф Прентль
Йозеф «Зепп» Квірін Прентль (нім. Josef „Sepp“ Quirin Prentl; 14 жовтня 1916, Фюрштедт — 16 липня 1994, Міттенвальд) — німецький політик і офіцер зенітної артилерії, майор люфтваффе, оберст сухопутних військ бундесверу. Кавалер Лицарського хреста Залізного хреста з дубовим листям.

## Біографія
Учасник Німецько-радянської війни. У 1942 році командував 2-ю батареєю 231-го зенітного полку. У 1945 році — командир 116-го зенітного полку. Після закінчення війни вивчав психіатрію і деякий час працював психотерапевтом та хіромантом. 24 квітня 1956 вступив в бундесвер. 1 жовтня 1974 року вийшов у відставку і зайнявся політичною діяльністю. В 1974—1978 роках — депутат баварського ландтагу, з 1978 року керував справами Баварсько-тоголезького товариства.

## Нагороди
- Залізний хрест
  - 2-го класу (8 жовтня 1940)
  - 1-го класу (10 лютого 1942)
- Нагрудний знак зенітної артилерії люфтваффе
- Нагрудний знак люфтваффе «За наземний бій»
- Нагрудний знак «За поранення» в сріблі
- Лицарський хрест Залізного хреста з дубовим листям
  - лицарський хрест (21 жовтня 1942)
  - дубове листя (№ 851; 28 квітня 1945)
- Німецький хрест в золоті (1 січня 1945)
- Нагрудний знак ближнього бою люфтваффе (5 квітня 1945)
- Орден «За заслуги перед Федеративною Республікою Німеччина», офіцерський хрест